# Коробочка (мхи)

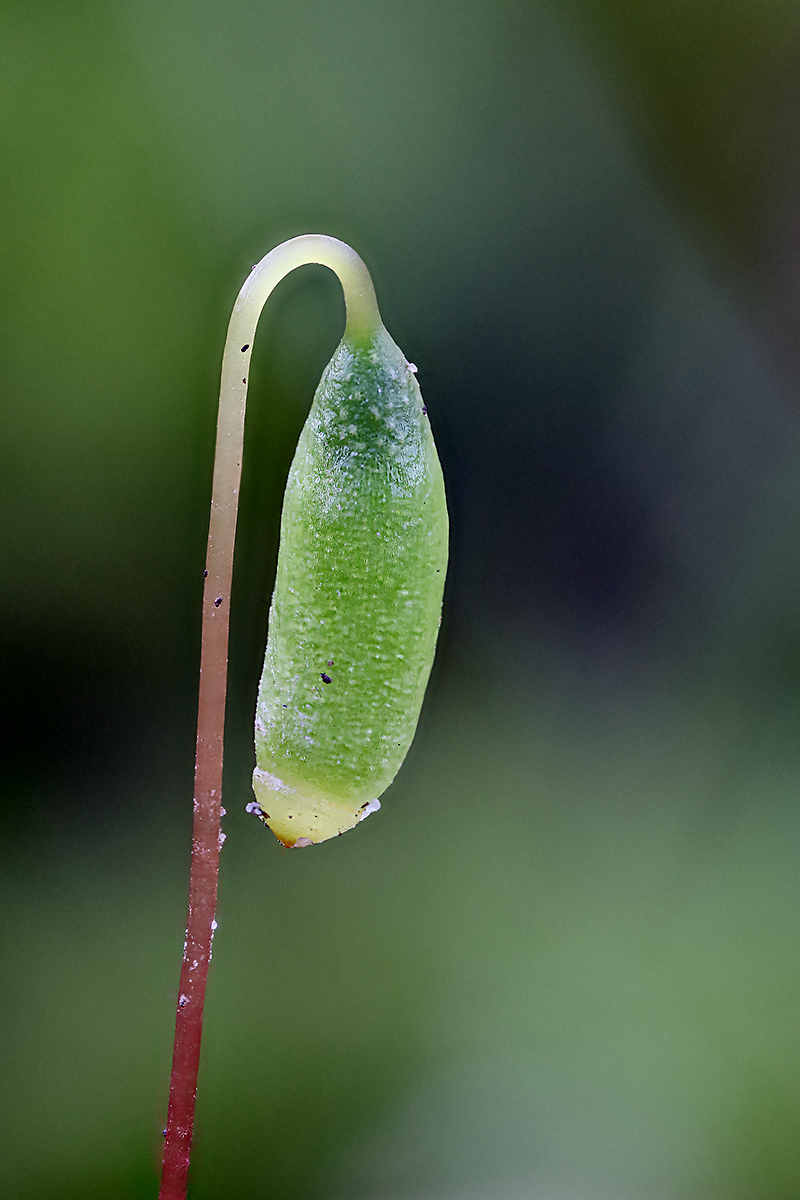
Коробочка мха

Коробочка у мхов — часть спорогония мхов, содержащая споры. Это специализированный орган бесполого размножения, и все особенности её строения служат выполнению этой функции. Форма коробочек очень разнообразна, обычно их разделяют на цилиндрические и шаровидные. Окраска коробочек изменяется от жёлтой до бурой, но может быть и других оттенков. Поверхность коробочек бывает различной. 
Спорофитная форма самостоятельно существовать у мхов не может, она развивается на гаметофите, питается за счёт него, и имеет вид коробочки со спорами на тонкой ножке.
В результате своего развития спорофит развивается в стеблеобразное тело с последующей дифференциацией на коробочку и ножку со стопой. В свою очередь коробочку разделяют на крышечку, колечко, урночку, шейку и апофизу, если последняя развита.
Колпачок мхов чаще всего является плёнчатым образованием, частично или целиком покрывающим молодую, а также почти зрелую коробочку, предохраняя ее от внешних воздействий.